# الرياضة في الأحساء
مقالة الرياضة في الأحساء تتكلم عن جميع الأنشطة الرياضية في الأحساء وشرح تفصيلي عن إنجازات النوادي المحلية في المسابقات المحلية والدولية. تتبع جميع الأنشطة الرياضية في محافظة الأحساء الي وزارة الرياضة السعودية بشتي فروعها، كرة القدم هي الرياضة الاقرب الي أهالي محافظة الأحساء لكن لديهم اهتمام ايضاً بكرة السلة وكرة اليد وتطعيس. الرياضة في محافظة الأحساء تأخذ اهتمام كبير بين أبناء المحافظة.

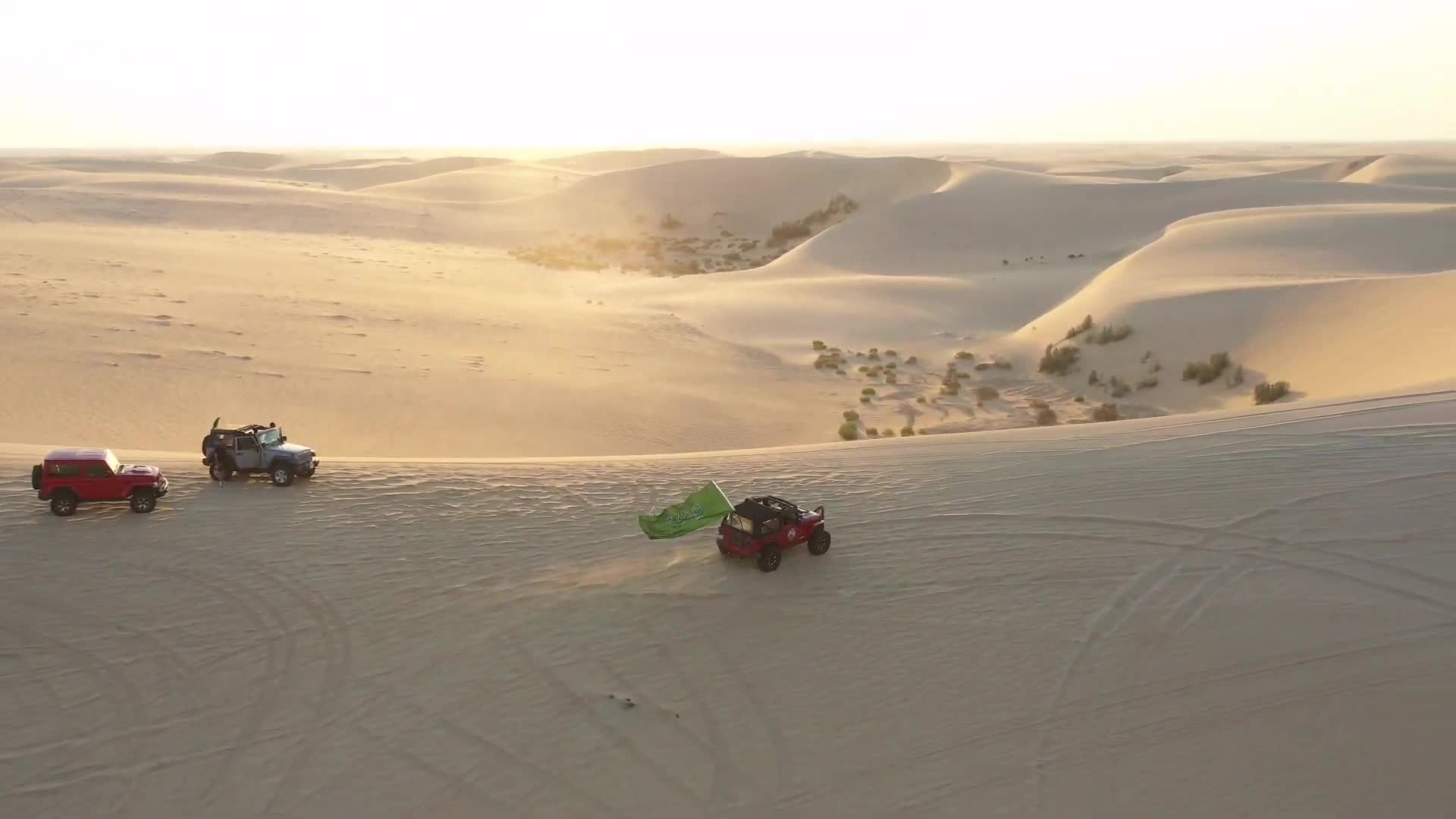
جولة الفريق Pro Jeepers قام بها في 17 أكتوبر 2020 في الواحات الشرقية بالأحساء.

## كرة القدم
كالعادة كرة القدم هي اللعبة الأكثر شعبية في المملكة العربية السعودية ومحافظة الأحساء. اقدم نادي كرة قدم تأسس في محافظة الأحساء هو نادي الفتح حيث تأسس عام 1958 المالك الآن هو وزارة الرياضة (السعودية) لأن أول مؤسس للنادي هو خالد بن عبد الوهاب الصويغ، يعتبر نادي الفتح من اقوي الأندية في المحافظة حيث هو النادي الوحيد في المحافظة الذي حقق لقب دوري المحترفين السعودي ولقب كأس السوبر السعودي 2013 بقيادة المدرب فتحي الجبال. يأتي نادي العدالة في المركز الثاني من حيث الشعبية تأسس عام 1984 المالك ايضاً وزارة الرياضة (السعودية) اللقب الوحيد لدي النادي هو لقب دوري الدرجة الثالثة السعودي 2001/2000، كما هناك أندية أخري في المحافظة لها وجودها الكبير في دوري الدرجة الثانية السعودي مثل نادي الجيل ونادي النجوم وأندية فقط وجودها اقتصر علي دوري الدرجة الثالثة السعودي مثل نادي العمران، نادي الطرف ونادي الشروق.

### الأندية
هناك أكثر من 10 نوادي في محافظة الاحساء هم:
- نادي العدالة (السعودية)
- نادي الفتح (السعودية)
- نادي النجوم (السعودية)
- نادي هجر
- نادي الروضة
- نادي الجيل
- نادي الطرف
- نادي الشروق
- نادي العمران
- نادي العيون
- نادي القارة

### أعلام
هناك الكثير من المحترفين في نوادي سعودية من مواليد محافظة الاحساء البعض منهم شارك في المنتخب السعودي والبعض الأخر احترف في أوروبا أبرز اللاعبين في الأحساء:
محمد العويس هو حارس مرمي الوحيد في محافظة الاحساء الذي لعب من أجل المنتخب السعودي 21 مباراة، كانت بدايته في نادي الشباب موسم 2014/2015 بعد تألقة مع النادي حيث حقق لقب كأس خادم الحرمين الشريفين: 2014 ولقب كأس السوبر السعودي: 2014 انتقل الاعب الي نادي الأهلي عام 2016 التي كانت محل جدال كبير في الوسط الكروي السعودي.

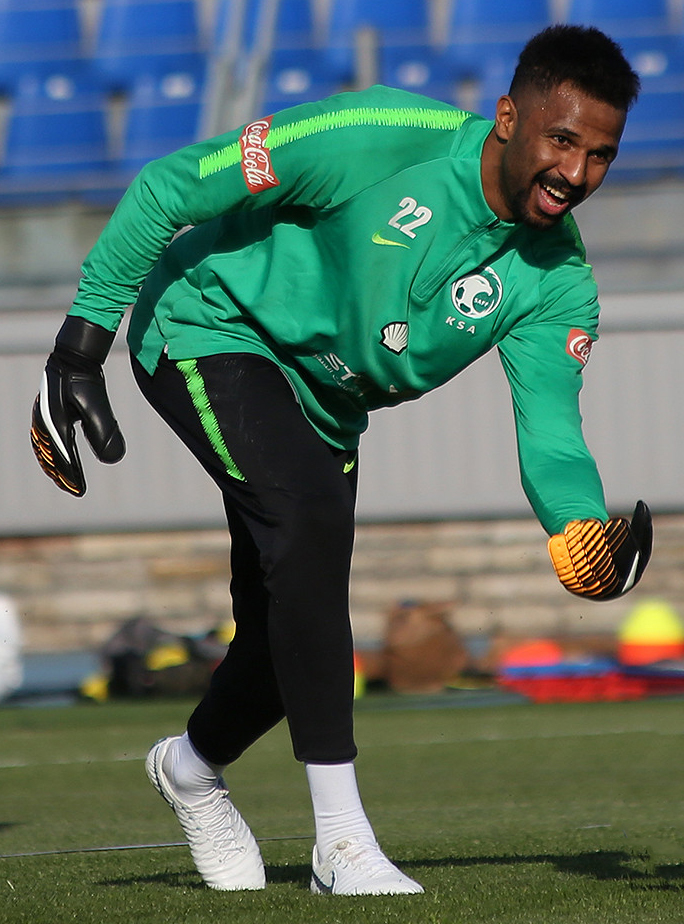
Mohammed Al-Owais 2018

شارك العويس مع المنتخب في مونديال كأس العالم 2018 في روسيا. ظهر لأول مرة ضد منتخب اليابان في تصفيات كأس العالم 2018 يوم 15 نوفمبر 2016.
أحمد الصويلح لعب في نوادي عريقة في السعودية مثل نادي الهلال ونادي هجر، كانت لدية مسيرة احترافية في النمسا حيث انتقل الي نادي ريد بول سالزبورغ عام 2006. أفضل فترة له كانت منذ عام 2004 إلي عام 2006 مع نادي الهلال حيث شارك في 25 مباراة وأحرز 17 هدف، يلقب الصويلح بثعلب آسيا.
نوح الموسى لاعب وسط لعب في نادي الفتح 6 مواسم ظهر في 47 مباراة حقق مع النادي لقب دوري المحترفين السعودي (2012-13) ولقب كأس السوبر السعودي (2013). انضم إلي نادي ريال بلد الوليد وحقق معه لقب دوري الدرجة الثانية الإسباني 2017–18. يلعب حالياً مع نادي الأهلي منذ عام 2018. شارك مع المنتخب السعودي عام 2017 حيث بدأ رسميًا رحلته ضد منتخب البرتغال لكرة القدم في 10 نوفمبر 2017.
علي الحسن هو لاعب كرة قدم سعودي يلعب لنادي النصر. انضم إلي منتخب السعودية الأولمبي حيث شارك معه في بطولة آسيا المؤهلة للأولمبياد.

### ملاعب
يوجد بالمحافظة ملعب الأمير عبد الله بن جلوي يُستخدم هذا الملعب من قِبل جميع أندية الأحساء حاليًا، ويتسعُ الملعب لــ 26 ألف متفرج. تأسس الملعب عام 1983، ويُعتبر ملعبًا أساسيًا لجميع نوادي محافظ الأحساء له فضلًا عن كونه الملعب الأساسيَّ أيضًا لفريقي نادي هجر والفتح. يتَّسِعُ الملعب لحوالي 26 ألف متفرج حيث يحتوي على 350 مقعدًا مخصصًا لرجال الأعمال و50 مقعدًا للإعلام ومثلها لكبار الشخصيات فضلًا عن 150 مقعدًا للعامّة.
تم تعيين سالم الراشد مدير للملعب خلفاً للمدير السابق إبراهيم المبرزي.

## كرة السلة
يتصدر نادي الفتح النوادي في الأحساء من حيث الشعبية والألقاب حيث حقق لقب كأس الاتحاد السعودي لكرة السلة 2015، ولقب كأس الاتحاد السعودي لكرة السلة 2016، ولقب الدوري السعودي الممتاز لكرة السلة 2013-14. لم يقتصر جهود الفتح في الدوريات والمسابقات فقط بل قام بانشاء مدرسة لتعليم كرة السلة في المحاضة لبناء جيل واعد في كرة السلة وتدعيم الفريق الأولمبي لكرة السلة والأستفادة منهم فيما بعد للفريق الأول.
رغم عدم تألق النادي في رياضة كرة القدم إلا أن فريق نادي الشروق لكرة السلة كان له تاريخ حافل بالإنجازات حيث شارك في دوري الدرجة الأولى السعودي لكرة السلة 5 مواسم علي التوالي وصعد الي الدوري السعودي الممتاز لكرة السلة موسم (20/19)، كما كان له حضور كبير في الدوريات المحلية في المحافظة حيث عام 2005 حصل فريق الشباب لنادي الشروق علي المركز الأول في بطولة المحافظة وتأهلة للتصفيات المؤهلة لبلوغ الدوري الممتاز للشباب.
يأتي خلفهما مباشرة نادي العدالة حيث حقق العدالة لكرة السلة بطولة دورة الصعود للدرجة الأولى بفوزه على الشباب في المباراة النهائية على صالة وزارة الرياضة في الرياض بنتيجة 64 ـ 56.
كما شارك نادي الطرف 5 مواسم في دوري الدرجة الأولى السعودي لكرة السلة، ونادي الروضة 3 مواسم في دوري الدرجة الأولى السعودي لكرة السلة.

### أبرز الأندية
- الفتح
- الشروق
- الطرف
- الروضة
- العدالة
- العمران

### ملاعب
ملعب كرة السلة لنادي الطرف.

## كرة الطائرة
النوادي التي لديها خبرة وتاريخ في رياضة كرة الطائرة هو نادي العدالة حيث توج نادي العدالة دوري الدرجة الأولى السعودي لكرة الطائرة 2010/2011 وصعد الي الدوري السعودي الممتاز لكرة الطائرة لموسم 2010/2011. شارك ايضاً في دوري الدرجة الأولى السعودي لكرة الطائرة 10/09، وكأس الأتحاد السعودي لكرة الطائرة لأندية الدرجة الأولى لعامين علي التوالي (2011 2010). شباب نادي العدالة كان لهم دور في المسابقات المحلية بالمشاركة في دوري شباب الممتاز السعودي لكرة الطائرة 2010/2011.

### أبرز الأندية
- العدالة
- الطرف، شارك في دوري الدرجة الأولى السعودي لكرة السلة 5 مواسم 19/18 18/17 17/16 13/12 11/10.
- النجوم

### ملاعب
ملعب ناي العدالة لكرة الطائرة.

## كرة اليد
كان لنادي العدالة التفوق بين أندية المحافظة في كرة اليد حيث هو النادي الوحيد الذي شارك في بطولة دوري الأمير فيصل بن فهد الممتاز لكرة اليد 9 مواسم (6 متتالية). فقط نادي العدالة في الأحساء من حقق لقب دوري الدرجة الأولى السعودي لكرة اليد 2009/2010. ايضاً حقق لقب بطولة المملكة للأندية أبطال المناطق لكرة اليد لدرجة الشباب، مما يعطيه التميز في المحافظة في رياضة كرة اليد.

### أبرز الأندية
- العدالة
- الجيل
- الروضة
- العيون، شارك في دوري الدرجة الثانية السعودي لكرة اليد موسمين 2018 و2020.
- العمران، شارك في دوري الدرجة الأولى السعودي لكرة اليد 10/09، ودوري الدرجة الثانية السعودي لكرة اليد 2020.
- النجوم شارك في دوري الدرجة الثانية السعودي لكرة اليد موسم 2019.

### ملاعب
ملعب نادي العدالة لكرة اليد.

## وصلات خارجية
- الموقع الرسمي الاتحاد العربي السعودي لكرة الطائرة
- موقع الرسمي الاتحاد العربي السعودي لكرة السلة
- صحيفة الأحساء نيوز